# Datenlink
Als Datenlink oder Datenverbindung wird eine Verbindung zwischen zwei oder mehreren Endstellen zur Datenübertragung bezeichnet. Wird von einem Datenlink gesprochen, dann ist hierbei eine Verbindung über Datenkabel (optisch oder elektrisch) oder drahtlos (Funk) gemeint. Die Übertragung der Informationen erfolgt heute fast ausschließlich digital. Für den Datenaustausch wird ein entsprechendes Protokoll benötigt, das allen Endstellen bekannt sein muss.

## Typen
Grundsätzlich sind drei verschiedene Arten des Datenlinks zu unterscheiden:
- full-duplex: Datenfluss in beide Richtungen zur gleichen Zeit möglich.
- half-duplex: Datenfluss in beide Richtungen möglich, jedoch nicht gleichzeitig.
- simplex: Datenfluss ausschließlich in eine Richtung.

Beispiele für Datenlinks sind alle Arten von Netzwerken in der Datentechnik, darunter so unterschiedliche Anwendungen wie Dateiserver, Flugzeugsteuerung, ferngelenkte Roboter oder Raumsonden oder moderne Lenkwaffensysteme.
In Bundeswehr und NATO wird der Begriff Taktischer Datenlink (Tactical Data Link) verwendet. Die Erarbeitung der entsprechenden NATO Standard Operation Procedures (NSOP) erfolgt durch die Information Systems Sub-Committee (ISSC) – Data Link Working Group (DLWG). Die Spezifikation Taktischer Datenlinks ist gemäß NATO-Standardization Agreement STANAG festgelegt.

## Militärische Datenlinks
- ACARS
- JTIDS
- MIDS